# Orbis Latinus
Orbis Latinus, im Original Orbis latinus, von Johann Georg Theodor Grässe ist ein lateinisch-deutsches Wörterbuch geographischer Ortsnamen. Es wurde 1909 von Friedrich Benedict überarbeitet, der hierzu auch systematisch die Indizes der Quelleneditionen der Monumenta Germaniae Historica auswertete. Eine nochmals deutlich umfangreichere Überarbeitung durch Helmut Plechl erschien 1972.

## Ausgaben
- Orbis latinus oder Verzeichniss der lateinischen Benennungen der bekanntesten Städte etc., Meere, Seen, Berge und Flüsse in allen Theilen der Erde nebst einem deutsch-lateinischen Register derselben. Ein Supplement zu jedem lateinischen und geographischen Wörterbuche. Dresden: Schönfeld’s Buchhandlung (C. A. Werner), London: Dulau & Co., Trübner & Co., Williams & Norgate, Utrecht: Kemink & Zoon, 1861. (Digitalisierte Ausgabe unter: urn:nbn:de:s2w-3093)
- Orbis Latinus, oder Verzeichnis der wichtigsten lat. Orts- u. Ländernamen. 2. Auflage, mit besonderer Berücksichtigung der mittelalterlichen und neueren Latinität neu bearbeitet von Friedrich Benedict, Berlin: Schmidt 1909. (Umfang 348 Seiten) (E-Text von Karen Green auf columbia.edu)
- Johann Georg Theodor Graesse: Orbis latinus oder Verzeichnis der wichtigsten lateinischen Orts- und Ländernamen, 3. Auflage, mit besonderer Berücksichtigung der mittelalterlichen und neueren Latinität, neu bearbeitet von Friedrich Benedict, Berlin: Schmidt 1922. (Umfang 348 Seiten)
- Graesse, Benedict: Orbis latinus. Lexikon lateinischer geographischer Namen. Handausgabe., Handbuchausgabe. 4., revidierte und erweiterte Auflage. Hrsg. von Helmut Plechl zusammen mit Günter Spitzbart, Klinkhardt & Biermann, Braunschweig 1971. (Umfang VIII, 579 Seiten)
- Johann Georg Theodor Graesse, Friedrich Benedict: Orbis latinus. Lexikon lateinischer geographischer Namen des Mittelalters und der Neuzeit. Großausgabe, bearbeitet von Helmut Plechl unter Mitwirkung von Sophie-Charlotte Plechl. Klinkhardt & Biermann, Braunschweig 1972. (Umfang 3 Bände: A–D. 684 Seiten, E–M. 652 Seiten, N–Z. 700 Seiten) (Digitalisierte Ausgabe in der bavarikon).